# Лаффорг, Бритт
Брижи́тт «Бритт» Лаффо́рг, в замужестве Дювилля́р (фр. Brigitte „Britt“ Lafforgue-Duvillard; род. 5 ноября 1948, Баньер-де-Люшон) — французская горнолыжница, выступавшая в слаломе, гигантском слаломе и скоростном спуске. Представляла сборную Франции по горнолыжному спорту в конце 1960-х — начале 1970-х годов, победительница семи этапов Кубка мира, обладательница двух малых Хрустальных глобусов.

## Биография
Бритт Лаффорг родилась 5 ноября 1948 года в курортном посёлке Баньер-де-Люшон департамента Верхняя Гаронна, Франция. Её родители, отец Морис Лаффорг и мать-шведка Май Нильссон, являются титулованными горнолыжниками, призёрами чемпионатов мира в этом виде спорта. Сестра-близнец Ингрид Лаффорг впоследствии тоже стала достаточно известной горнолыжницей, выигрывала чемпионат мира в слаломе.
В 1968 году Бритт вошла в основной состав французской национальной сборной и дебютировала в Кубке мира, выиграла бронзовую медаль в слаломе на этапе в итальянском Абетоне, тогда как на многих других этапах вошла в десятку сильнейших.
Первую победу на этапе Кубка мира одержала в феврале 1970 года, выиграв соревнования в том же Абетоне в программе гигантского слалома.
В сезоне 1970/71 выиграла на Кубке мира два этапа и заняла первое место в итоговом зачёте слалома, завоевав тем самым малый Хрустальный глобус. Год спустя добавила в послужной список ещё четыре победы и вновь стала обладательницей Хрустального глобуса. При этом в общем зачёте всех дисциплин расположилась на третьей строке, пропустив вперёд только австрийку Аннемари Мозер-Прёль и соотечественницу Франсуазу Макки.
Благодаря череде удачных выступлений Лаффорг удостоилась права защищать честь страны на зимних Олимпийских играх 1972 года в Саппоро — в слаломе шла третьей после первой попытки, но во второй попытке была дисквалифицирована и не показала никакого результата, в то время как в гигантском слаломе финишировала восьмой.
Вскоре по окончании Олимпиады в декабре 1973 года приняла решение завершить спортивную карьеру. В общей сложности 15 раз поднималась на подиум различных этапов Кубка мира, в том числе семь этапов выиграла. При всём при том выступить на чемпионате мира ей ни разу не довелось.
Впоследствии вышла замуж за французского горнолыжника Анри Дювилляра, так же участвовавшего в Играх в Саппоро.